# Paul Fourmarier
Paul Frédéric Joseph Fourmarier (* 25. Dezember 1877 in La Hulpe, Brabant; † 20. Januar 1970 in Lüttich) war ein belgischer Geologe, der durch seine Beiträge zur Strukturgeologie und zur Deformation von Gesteinen in der oberen Erdkruste bekannt wurde. Er war wesentlich an der Erforschung der geologischen Struktur der Ardennen beteiligt.

## Leben
1899 erwarb Fourmarier den akademischen Grad eines Bergbauingenieurs. Von 1901 bis 1907 bekleidete er eine Stelle als Assistent am Lehrstuhl für Ingenieurgeologie in Lüttich. 1908 wurde er zum Vorsitzenden der Société géologique de Bélgique gewählt. Zwischen 1900 und 1920 war er Ingenieur im Corps des Mines/Mijnwezen. 1920 wurde er Dozent und 1927 Professor der Geologie an der Universität Lüttich, eine Stelle, die er bis zu seiner Emeritierung im Jahr 1948 innehatte. 1919 wurde er korrespondierendes und 1927 volles Mitglied der Königlichen Akademie der Wissenschaften und Schönen Künste von Belgien, 1936 war er Präsident der Akademie. Seit 1938 war er korrespondierendes Mitglied der Académie des sciences in Paris.

## Wirken
Fourmarier war aufgrund seiner praktischen Kenntnisse als Ingenieur sehr vielseitig und unterstützte eine möglichst grenzenlose Betrachtungsweise, beschäftigte sich mit planetarer Geologie und fand neue Anwendungsgebiete für die Mineralogie. Im Lehrbetrieb wie auch in der Forschung waren Stratigraphie, Tektonik und dynamische Geologie seine bevorzugten Gebiete.
1901 bis 1913 befasste Fourmarier sich vor allem mit den karbonischen Sedimentbecken Belgiens. 1901 erregte er in Fachkreisen Aufsehen mit seiner Theorie, dass das Becken von Theux, ein Aufschluss von devonischen und karbonischen Gesteinen inmitten des Kambriums der Nordardennen, kein durch Verwerfungen begrenztes Sedimentbecken sei, sondern ein tektonisches Fenster, entstanden durch die kilometerweite Überschiebung der älteren kambrischen Gesteinen auf das jüngere Devon und Karbon. Er stützte sich nicht wie seine Vorgänger nur auf die Verbreitung der Gesteine an der Erdoberfläche, sondern vor allem auf systematische Messungen von Einfallen und Streichen der Schichten. Ihre Bestätigung fand die Theorie durch zwei Tiefbohrungen, die 1913 bei Pepinster durchgeführt wurden, und unter den an der Oberfläche anstehenden kambrischen Gesteinen jüngere Schichten antrafen.
Fourmarier reiste viel. So unternahm er beispielsweise im Jahr 1913 Studien in Perm bis Trias (Karoo-System) in Zentralafrika (Tanganjika und Belgisch-Kongo), publizierte eine geologische Karte von Belgisch-Kongo (1924) oder arbeitete in Tunesien.
Auf dem Gebiet der allgemeinen Geologie steuerte Fourmarier wesentliche Beiträge zur Erforschung der Schieferung bei, deren erster 1921 erschien und eine Reihe von Untersuchungen markierte, bei denen die tektonische Struktur des Massivs von Brabant im Zentrum der Forschung stand. Er weitete seine Untersuchungen auf alle paläozoischen Gesteine Belgiens aus und schloss aus den Ergebnissen, dass der Betrag der statischen Auflast während des Faltungsprozesses maßgeblich an der Ausbildung einer Schieferung beteiligt ist. Durch weitere Studien in Böhmen, Großbritannien, den Alpen, im Apennin und den Appalachen baute er sein Konzept wesentlich aus, und konnte nachweisen, dass die Entwicklung des tektonischen Baus in allen Faltengebirgen ähnlich verläuft. Er postulierte, dass die Entwicklung von Deckenüberschiebungen sich deutlich später als die der Falten ereignet; zu einer Zeit, in der Erosion und Abtragung die gebildeten Faltenstrukturen bereits mehr oder weniger angegriffen haben.
Fourmarier betrachtete Entstehung und Aufbau des gesamten Gebiets Belgiens in seiner Gesamtheit. Sein Werk Vue d'ensemble de la géologie de la Belgique erschien 1934, die erste zusammenfassende geologische Beschreibung Belgiens. Mit dieser Arbeit war er außerdem der Erste, der eine Gesamtbeschreibung der physischen Geographie des Landes veröffentlichte.

## Ehrungen
Fourmarier erhielt in beiden Weltkriegen zahlreiche Auszeichnungen, unter anderem die British War Medal im ersten und die Médaille de la Résistance im Zweiten Weltkrieg.
Fourmarier war Mitglied zahlreicher geologischer Gesellschaften und erhielt zahlreiche wissenschaftliche Auszeichnungen, darunter
- 1957 die Wollaston-Medaille der Geological Society of London
- 1965 die Gaudry-Medaille der Société géologique de France[6]

Seit 1937 wird der Prix Paul Fourmarier vergeben, eine Goldmedaille der Académie royale des Sciences, des Lettres et des Beaux-Arts de Belgique.
Das Mineral Fourmarierit ist nach ihm benannt.

## Werke
Aus Fourmariers Feder stammen fast 600 Veröffentlichungen. Als Beispiel seien genannt
- 1901: Le bassin dévonien et carboniférien de Theux.
- 1907: La tectonique de l’Ardenne.
- 1916: La tectonique du bassin houiller du Hainaut.
- 1933: Principes de géologie
- 1934: Vue d'ensemble de la géologie de la Belgique
- 1939: Hydrogéologie: introduction à l'étude des eaux, destinées à l'alimentation humaine et à l'industrie. Masson, Paris
- 1954: Prodrome d'une description géologique de la Belgique. Soc. Géol. de Belgique, Liège, 826 S. (Kapitel Tektonik)